# 그리스의 영명 축일
이는 그리스 영명 축일의 일정이다. 아래의 이름 중 일부는 그들이 유래된 원래 성인 또는 순교자에 연결되어 있다.실바노
| 선지자 예레미야 1. 아바 2. 이레네, 에프라임 3. 크리스토페르 4. 시몬 5. 올림피아 6. 테오도레 7. 글리케리아 8. 아리스토텔레스, 이시도로스 9. 아킬레아스 10. 율리아 11. 마그달레네, 파트릭 12. 리디아, 13. 콘스탄티네, 헬렌 14. 디미트리 15. 올리비아 | 1. 유스티네, 에벨피스토스, 게라키나, 피로스, 테스페시오스, 테스페시아 2. 마리노스, 니키포로스 3. 이에리아, 이파티아 4. 마르타 5. 아폴론, 킨티아, 도로티, 셀레네, 플로우타르호스, 니칸드로스 6. 일라리온, 일라리아 7. 파나기스, 세바스티아니 8. 칼리오피, 포피 9. 로단티 10. 바르톨로메우, 루케, 바르나바스 11. 오노우프리오스 12. 트리필로스, 코리나 13. 아우고우스토스, 모니카, 이에로니모스, 게로니모 14. 펠릭스, 이스마일 15. 레온티오스 16. 명일 없는 날, 파이시오스, 조시모스 17. 에브세비오스, 에브세비아 18. 아리스토클리스, 로울로우 19. 에로타스 20. 마카리오스 21. 피에레 22. 아나르기로스, 게르마노스 23. 파울, 페테르 24. 아포스톨리스, 아포스톨로스, 톨리스 | 1. 성 코스마스와 다미안 (코스마스와 다미아노스), 아기오이 아나르기로이 2. 히아킨트 (이아킨토스) 3. 키리아키 (마르티르) 4. 테오필루스 (테오필로스), 스키토폴리스의 프로코피우스 (프로코피오스) 5. 성 판크라티우스 (파그라티오스) 6. 에우페미아, 올가 7. 베로니카 8. 니코데무스 (니코드히모스) 9. 율릿타 (로울릿타); 키리코스 (케리코스, 키리코스); 블라디미르 (블라디미로스) 10. 비잔티움의 아테노도루스 또는 아테노게네스 11. 마리나, 알렉산드라, 알리케 (알리키) 12. 성 아에밀리아누스 (아이밀리아노스, 아이밀리오스) (에밀 (이름) 참조) 13. 엘리아스 14. 마리 마그달렌 (마리아 마그달리니, 마그다, 마그달레나, 레나) 15. 경악 크리스티나 16. 성 파라스케비 17. 판텔레이몬 (판텔리스) 18. 칼리니코스 19. 아리마테아의 요세프 (로시프, 시피스) | 1. 성변모 (소티리오스, 소티리스, 소티리아) 2. 카에사레아의 아스테리우스 (아스테리오스) 3. 마리아의 승천 (파나기오티스, 파나기오타, 마리아, 데스피나, 마리오스) 4. 성 테오카리스 5. 티아 6. 아에톨리아의 코스마스 7. 안드리아노스 & 나탈리아스, 아드리아노스, 나탈리아, 나탈리아 (아드리안) 8. 성 파노우리오스 9. 성 알렉산데르 (알렉산드로스, 알렉산드라, 산드라, 산데르, 알렉산데르) |

| 1. 시메온, 피넬로피, 아테나, 삽포, 미르토 2. Anthimos, 아르콘티아, 아리스테아 3. 모이시/에르모니스 4. 작사리오스, 자카리아스 5. 겐니시 티스 테오토코스 6. 로아케임 & 안니스 7. 에바티아 (에베) 8. 코르닐리오스 / 아리스테이도스 9. 입소시 토스 티미오스 스타우로스, 스타브로스 (스타브로울라) 10. 니키타스 11. 에이피미아스, 멜리나 12. 소피아스, 피스테오스, 아가피스, 엘피다스, 소피아, 아가피, 엘피다 13. 에우메니오스 / 아리아드니스 (아리아드네) 14. 에우스타티오스, 스타티스 15. 포카스 16. 술립시 프로드로모스, 폴릭세니, 크세니 17. 테클라스, 미르토 18. 에이프로시니스 19. 메타스타시 로안노스 에우악겔리스토스 20. 칼리스트라토스 21. 쿠리아코스, 키리아코스 | 1. 아나니오스 / 포마노스 멜로도스 2. 쿠프리아노스 / 롯스티오우니스 3. 디오니시오스 아에로파기토스, 디오니소스 4. 이에로테오스 5. 크사리티니스 6. 토마 (토마스, 톰) 7. 폴룩스로니오스 / 성 세르기우스와 시리아의 박쿠스 (마르티르스) 8. 펠라기아스 9. 이아코보스 (야콥) 10. 에울람피오스 11. 로스키아노스 12. 로스카, 로스카스 (루카스, 루케) 13. 클레오파트라스 14. 아르테미오스 / 게라시모스 케팔리니아스, 이에라시모스 15. 소크라토우스, 소크라테스, 소크라티스 16. 이아코보스 (야콥) 17. 세바스티아니스 (세바스티안) 18. 디미트리오스 미로블리토스, 디미트리스 (데메트리스), 디미트리오스, 디미트리아, 데메트라 (짐, 야메스), 찬송가작자 스테판 19. 네스토로스 20. 아기아스 스케피스 21. 지노비오스 | 1. 아기오이 아나르기로: 코스마스와 다미아노스, 아나르기로스, 아르기리스 2. 탁시아케스: 가브리엘과 미카엘, 라파엘, 안겔로스, 스타마티오스, 스트라테고스 3. 넥타리오스 4. 미나, 빅토라스 5. 로안네스 크리소스토모스 6. 필립포스 7. 맛타이오스, 이피게니아 8. 플라톤 9. 에이소디아 티스 테오토코스, 데스피나, 마리아 (미혼) 10. 필리모노스 11. 메르코우리오스, 아이카테리니/카테리나 12. 스틸리아노스, 스텔리오스, 스텔라, 니콘 13. 나타나엘 14. 안드레아스 | 1. 테오클리토스 2. 무로피스 3. 바르바라스, 바르바라 4. 삽바, 사바스 5. 니콜라오스, 니코스, 니콜라스, 니콜렛타 6. 암브로시오스, 암브로시우스 7. 아기아스 안니스, 안나, 아잘레아 8. 아담 9. 스푸리도노스, 스피로스, 스피리도울라 10. 에우스트라티오스 / 로키아스, 스트라토스, 스트라티스, 루키아 11. 엘레우테리오스, 엘레프테리오스, 레프테리스, 엘레우테리아, 안티나, 안테나, 안티, 안토울라 12. 다니엘 / 디오니시오스 자쿤토스, 디오니소스, 데니엘, 데니엘레 13. 세바스티아노스 & 조이스 14. 아글라이아, 아리스 / 아레스 15. 이그나티오스 16. 테미스토클레오우스, 로울리아, 율리아, 율리에 17. 아나스타시아스, 아나스타시아 18. 에우게니아스, 에비에니아 19. 크리스마스 날, 크리스토스, 크리사, 크리산티, 크리스티나, 크리스티안 20. 엠마노우일 / 시낙시 테오토코스, 마놀리스, 마누엘라, 엠마 21. 스테파노스, 스테파니아 (스테벤, 스테판, 스테파니아) |